# Linné virágórája

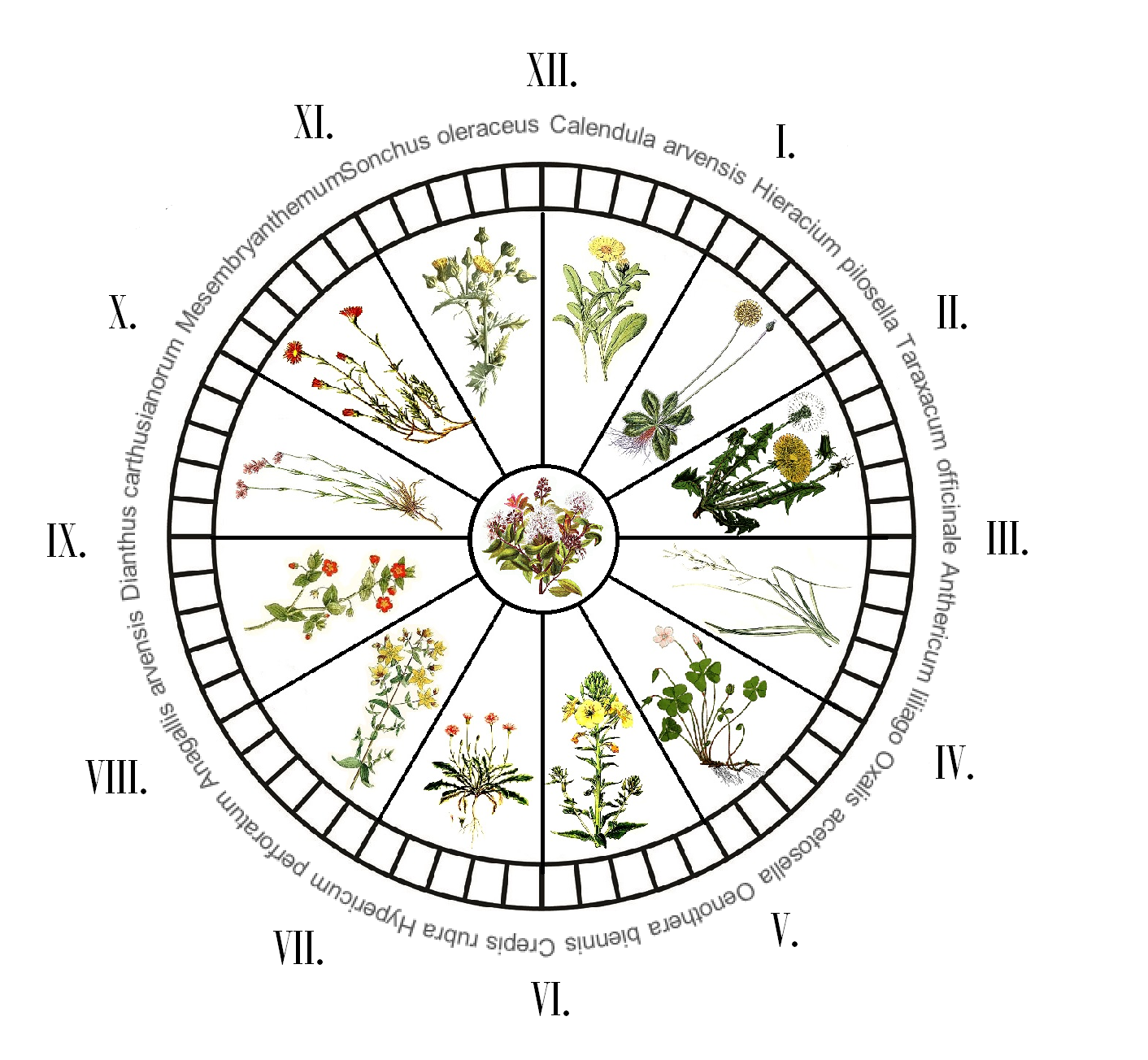
Egy lehetséges Linné-féle virágóra vázlatos rajza

Linné virágórája Carl von Linné (1707–1778) svéd botanikus által, a különböző növények virágainak nyílási és csukódási idejének felhasználásával megalkotott hipotetikus óra, amelyet Linné 1745-ban Uppsalában meg is valósított.

## Története

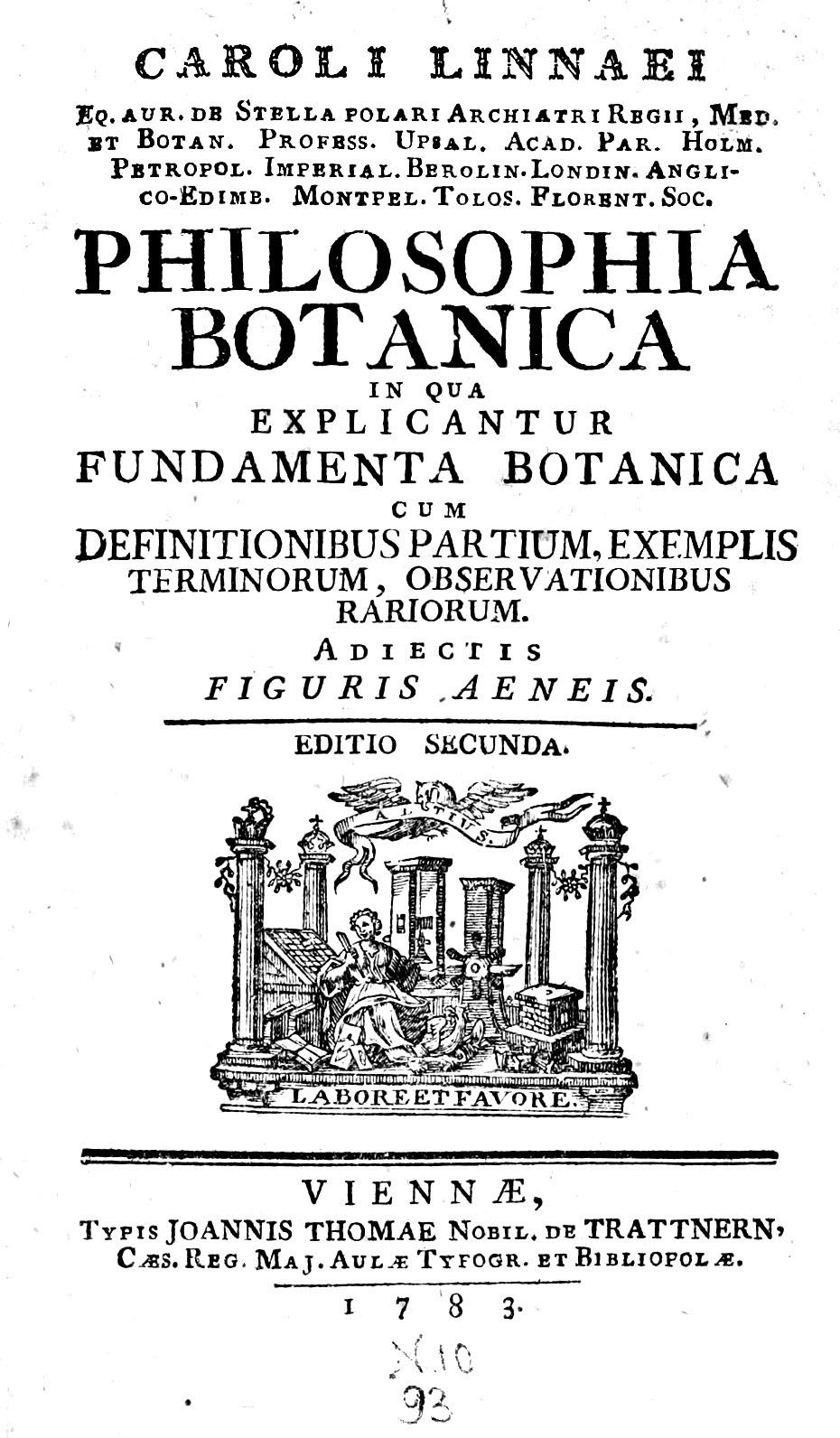
A Philosophia Botanica 1783-as kiadásának címlapja

Linnét 1741-ben nevezték ki az Uppsalai Egyetem orvosprofesszorának, és evvel együtt az egyetem botanikus kertjéért is felelős lett. Ezt kihasználva az 1740-es években széles körű megfigyeléseket végzett avval kapcsolatban, hogy a növények napi ritmusa (cirkadián ritmusa) hogyan alakul az évszakok váltakozása szerint. Linné önéletrajzi jegyzetei szerint a virágóra gondolata 1748-ban fogalmazódott meg benne, a virágóra elnevezést és az óra elméleti alapjait pedig az 1751-ben kiadott Philosophia Botanica (A botanika filozófiája) című monográfiájában adta közre, amelyben az egyik fejezet a Horologium Florae, vagyis a Virágóra címet viseli, ebben a részben 43 növény napi virágzási idejét sorolja fel.

## Működési elve
A virágóra működési elve, hogy egy adott (kör alakú) területet tizenkét egyenlő részre osztva, az egyes cikkelyekbe úgy helyezzük el a fajok egyedeit, mintha egy óra számlapján lennének, minden cikkely egy adott órát képvisel, a virágok nyitódása és csukódása pedig megmutatja az időt.
A virágok nyílásában és záródásában meglévő különbségek abból adódnak, hogy az egyes fajokat más-más élőlények porozzák be. A leggyakoribb beporzók a rovarok, amelyek között találhatunk nappali (diurnalitás) és éjjeli életmódúakat (nokturnalitás) is. Előbbiek közé főleg rovarok (Insecta) tartoznak, például a méhek (Apoidea), lepkék (Lepidoptera) egy része, hangyák (Hymenoptera) és a legyek (Diptera); de ide tartoznak a madarak (Aves) is. Az éjjeli életmód védelmet ad számos ragadozóval és a nap szárító hatásával szemben, így éjjeli beporzást végeznek az éjjeli lepkék és bizonyos csigafajok is.

## Megvalósítás
Megfigyeléseire alapozva Linné 1745-ben az Uppsalai Egyetem botanikus kertjében épített egy virágórát. A 19. század első felében több botanikus kertben is megpróbáltak virágórát építeni, de nem jártak sikerrel, mivel Linné megfigyelései csak Uppsalában, tehát a 60. szélességi körnél voltak igazak, ezen a területen a Föld tengelyferdesége miatt a nyári nappalok igen hosszúak, míg az éjszakák igen rövidek.
A kivitelezést szintén nehezíti, hogy a növények nem csak a nappali fényre reagálnak, hanem az időjárás tényezőire is, mint például a hőmérséklet, páratartalom vagy a szél. Ismert például, hogy a körömvirág (Calendula officinalis), a százszorszép (Bellis perennis), a martilapu (Tussilago farfara) vagy a gyermekláncfű (Taraxacum officinale) virágai borús időben később nyílnak vagy egész nap zárva maradnak, a háromszínű árvácska (Viola tricolor) virágai pedig hideg időben lehajlanak.

### Egy lehetséges összeállítás a mi földrajzi helyzetünkhöz

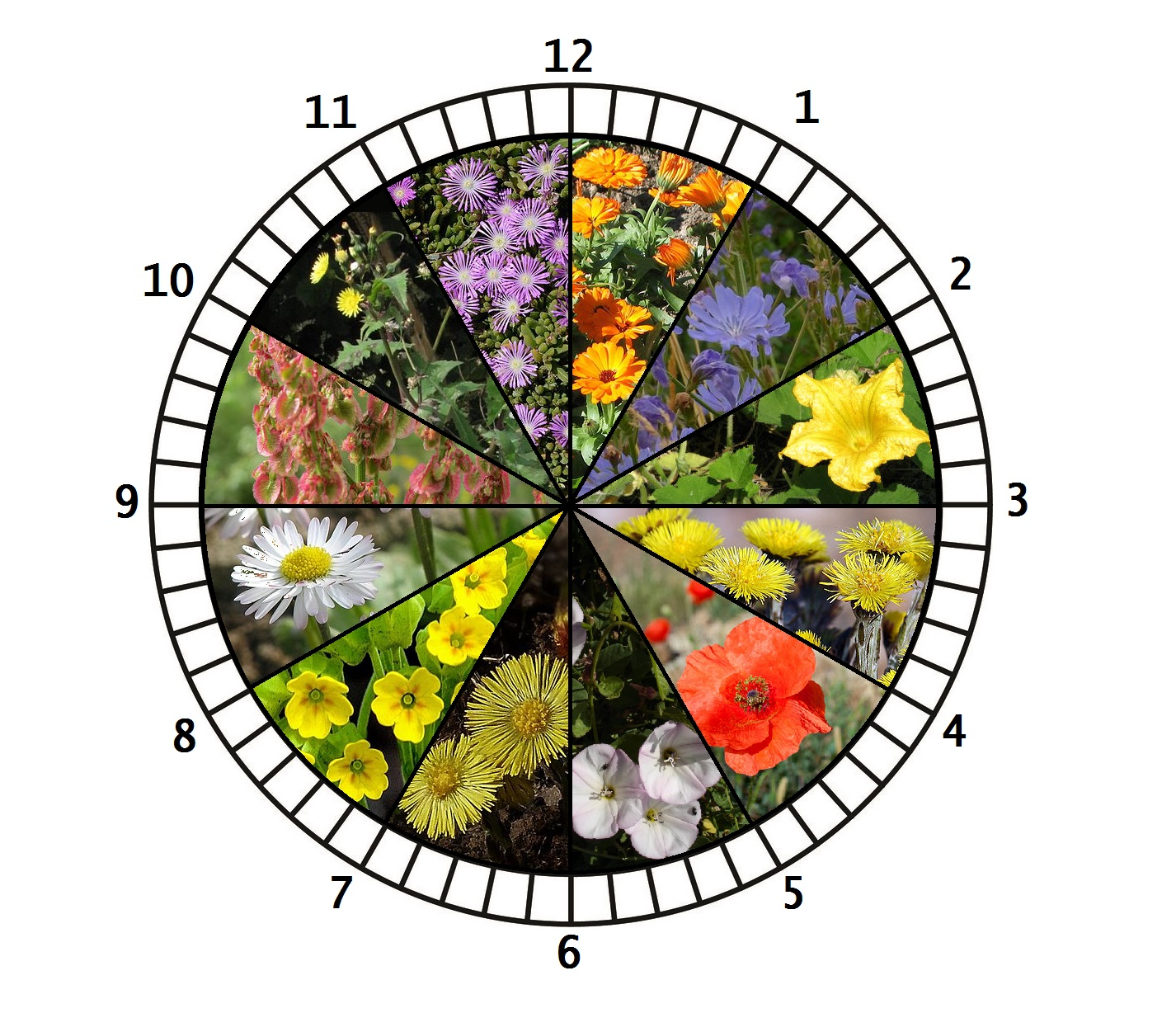
Alternatív virágóra a Közép-Európai régióhoz.

## Virágok nyílása és záródása

### Linné táblázata[5]
| Botanikai név                 | Általános név                          | Nyílás ideje | Csukódás ideje |
| ----------------------------- | -------------------------------------- | ------------ | -------------- |
| Tragopogon pratensis          | Réti bakszakáll                        | 3            | –              |
| Leontodon hispidus            | Közönséges oroszlánfog                 | 4            | –              |
| Helminthotheca echioides      | –                                      | 4–5          | –              |
| Cichorium intybus             | Mezei katáng                           | 4–5          | –              |
| Crepis tectorum               | Hamvas zörgőfű                         | 4–5          | –              |
| Reichardia tingitana          | –                                      | 6            | 10             |
| Sonchus oleraceus             | Szelíd csorbóka                        | 5            | 24             |
| Taraxacum officinale          | Gyermekláncfű                          | 5            | 8–9            |
| Crepis alpina                 | –                                      | 5            | 11             |
| Tragopogon hybridus           | Bakszakáll                             | 5            | 11             |
| Rhagadiolus edulis            | –                                      | 5            | 10             |
| Lapsana chondrilloides        | –                                      | 5            | –              |
| Convolvulus tricolor          | Háromszínű szulák avagy törpe hajnalka | 5            | –              |
| Hypochaeris maculata          | Foltos véreslapu                       | 6            | 16–17          |
| Hieracium umbellatum          | Ernyős hölgymál                        | 6            | 17             |
| Hieracium murorum             | Erdei hölgymál                         | 6            | 14             |
| Crepis rubra                  | –                                      | 6            | 13–14          |
| Sonchus arvensis              | Szelíd csorbóka                        | 6            | –              |
| Sonchus palustris             | Mocsári csorbóka                       | 7            | 14             |
| Leontodon autumnale           | Őszi oroszlánfog                       | 7            | 15             |
| Hieracium sabaudum            | Olasz hölgymál                         | 7            | 13–14          |
| Cicerbita alpina              | –                                      | 7            | 24             |
| Lactuca sativa                | Kerti saláta                           | 7            | 10             |
| Calendula pluvialis           | –                                      | 7            | 15–16          |
| Nymphaea alba                 | Fehér tündérrózsa                      | 7            | 17             |
| Anthericum ramosum            | Ágas homokliliom                       | 7            | –              |
| Hypochaeris achyrophorus      | –                                      | 7–8          | 14             |
| Hedypnois rhagadioloides      | –                                      | 7–8          | 14             |
| Trichodiadema babrata         | –                                      | 7–8          | 14             |
| Hieracium pilosella           | Ezüstös hölgymál                       | 8            | –              |
| Anagallis arvensis            | Mezei tikszem                          | 8            | –              |
| Petrorhagia prolifera         | Homoki aszúszegfű                      | 8            | 13             |
| Hypochaeris glabra            | –                                      |              | 13             |
| Malva caroliniana             | –                                      | 9–10         | 13             |
| Spergularia rubra             | –                                      | 9–10         | 14–15          |
| Mesembryanthemum crystallinum | Jeges kristályvirág                    | 9–10         | 15–16          |
| Cryophytum nodiflorum         | –                                      | 10–11        | 15             |
| Calendula officinalis         | Orvosi körömvirág                      | –            | 15             |
| Hieracium aurantiacum         | Rezes hölgymál                         | –            | 15–16          |
| Anthericium ramosum           | –                                      | –            | 15–16          |
| Alyssum alyssoides            | Közönséges ternye                      | –            | 16             |
| Papaver nudicaule             | Izlandi mák                            | –            | 19             |
| Hemerocallis lilioasphodelus  | Sárga sásliliom                        | –            | 19–20          |

### Egy lehetséges összeállítás a mi földrajzi helyzetünkhöz[3]
| Virágnyílás ideje: | Virágcsukódás ideje: |
| --- | --- |
| 5:00 – pipacs 6:00 – apró szulák 7:00 – martilapu 8:00 – tavaszi kankalin 9:00 – százszorszép 10:00 – mezei sóska 11:00 – szelíd csorbóka 12:00 – kristályvirág 16:00 – csodatölcsér 20:00 – parlagi ligetszépe | 14:00 – cikória 15:00 – tök 16:00 – martilapu 16:00 – mezei sóska 17:00 – fehér tündérrózsa 18:00 – pipacs 21:00 – tavaszi kankalin |

## Fordítás
- Ez a szócikk részben vagy egészben  a   Linnaeus's flower clock című angol Wikipédia-szócikk ezen változatának fordításán alapul.  Az eredeti cikk szerkesztőit annak laptörténete sorolja fel. Ez a jelzés csupán a megfogalmazás eredetét és a szerzői jogokat jelzi, nem szolgál a cikkben szereplő információk forrásmegjelöléseként.